# Revolting Cocks
I Revolting Cocks sono stati un gruppo di musica industriale, talvolta attivo come supergruppo, formatosi negli Stati Uniti nel 1985.
Il gruppo è stato inattivo dal 1993 e si è poi ricomposto nel periodo 2004-2010.

## Formazione
- Al Jourgensen - produzione, programmazione, strumenti vari (1985–1993, 2004–2010)
- Luc Van Acker - voce, chitarra, basso, tastiere (1985–1991, 2006)
- Richard 23 - voce, programmazione (1985–1986)
- Bill Rieflin - batteria, tastiere, programmazione (1986–1993)
- Paul Barker - basso, tastiere, programmazione (1987–1993)
- Chris Connelly - voce, programmazione (1987–1993)
- Phildo Owen - voce, programmazione (1989–1991, 2004–2006)
- Jeff Ward - batteria (1990)
- Duane Buford - tastiere (1993)
- Josh Bradford - voce (2006–2010)
- Sin Quirin - chitarre, basso, tastiere (2006–2010)
- Clayton Worbeck - tastiere, basso (2006–2010)

## Discografia

### Album
- 1985 - Big Sexy Land
- 1990 - Beers, Steers, and Queers
- 1993 - Linger Ficken' Good
- 2006 - Cocked and Loaded
- 2007 - Cocktail Mixxx
- 2009 - Sex-O Olympic-O
- 2009 - Sex-O Mixxx-O
- 2010 - Got Cock?
- 2011 - Got Mixxx